# Elizabeth Armstrong Reed
Elizabeth Armstrong Reed (* 16. Mai 1842 in Winthrop, Maine; † 16. Juni 1915 in Chicago, Illinois) war eine US-amerikanische Orientalistin.
1860 heiratete sie Hiram V. Reed und wurde Mutter von Myrtle Reed. 1893 war sie Vorsitzende des Woman’s Congress of Philology in Chicago und 1896 schrieb sie für den Course of Universal Literature. Für vier Amtszeiten war sie Vorsitzende der Illinois Woman’s Press Association. Sie erhielt Ehrentitel der Northwestern sowie Illinois Wesleyan Universitäten sowie des Bethany College.

## Schriften
- The Bible Triumphant (1866)
- Hindu Literature, or, The Ancient Books of India (1891)
- Persian Literature, Ancient and Modern (1893)
- Primitive Buddhism: Its Origins and Teachings (1896)
- Daniel Webster: A Character Sketch (1899)
- Hinduism in Europe and America (1914)

| Personendaten    | Personendaten                  |
| ---------------- | ------------------------------ |
| NAME             | Reed, Elizabeth Armstrong      |
| KURZBESCHREIBUNG | US-amerikanische Orientalistin |
| GEBURTSDATUM     | 16. Mai 1842                   |
| GEBURTSORT       | Winthrop, Maine                |
| STERBEDATUM      | 16. Juni 1915                  |
| STERBEORT        | Chicago, Illinois              |